# コスモ石油
コスモ石油株式会社（コスモせきゆ、英: Cosmo Oil Co., Ltd.）は、石油製品を精製・販売する石油元売企業の一つ。コスモエネルギーホールディングス（持株会社）の子会社である。旧：三和銀行（現：三菱UFJ銀行）の融資系列で構成される三和グループに属しており、親会社のコスモエネルギーホールディングスは三水会とその後身社長会である水曜会およびみどり会の構成企業である。コーポレート・メッセージは「ココロも満タンに、コスモ石油」。

## 概説
大協石油（だいきょうせきゆ、商標は「大」の文字を桜の形に似せたもの）、丸善石油（まるぜんせきゆ、商標はツバメ印）、旧・コスモ石油（大協と丸善の石油精製合弁会社、通称「精製コスモ」）の3社が合併して、1986年4月1日に発足。コーポレートブランドは「cosmo」で、宇宙を意味するcosmosと世界市民を意味するcosmopolitanから。
ENEOSとコスモ石油の両社は、現在、業務提携を結び、販売を除く特許、石油輸送、製油所の共有などを図り、日本最大の石油元売グループを形成している。

## 歴史

### 大協石油
- 1939年（昭和14年）9月4日 - 新潟県下の中小製油業者8社が合同し、大協石油株式会社を設立（由来は「大和協力」）。
- 1943年（昭和18年）7月 - 四日市製油所新設。
- 1949年（昭和24年）
  - 5月16日 - 株式上場。
  - 8月1日 - 石油元売業者に指定。
- 1954年（昭和29年）10月15日 - 四日市製油所で火災。原油・重油タンク4基などが炎上[6]。
- 1963年（昭和38年）3月23日 - 午起製油所が操業開始。
- 1970年（昭和45年）4月 - 午起製油所を四日市製油所に統合。
- 1984年（昭和59年）4月1日 - 丸善石油と共に、石油精製部門を分社化し、旧・コスモ石油（精製コスモ）を設立。四日市製油所を譲渡。

### 丸善石油
- 1907年（明治40年）5月 - 丸善礦油部創業。
- 1912年（明治45年） - 丸善礦油合名会社に改組。
- 1932年（昭和7年） - 下津製油所を新設。
- 1933年（昭和8年）
  - 11月8日 - 丸善礦油大阪製油所が独立し、丸善石油株式会社設立。
- 1936年（昭和11年）- 丸善礦油合名会社と丸善石油株式会社が合併[7]。
- 1937年（昭和12年）- 販売部門が独立し、丸善商事株式会社（現・松村石油）設立[7]。
- 1942年（昭和17年）
  - 7月10日 - 寳山丸一號（868トン）竣工。海運部門を設立。
- 1944年（昭和19年）
  - 1月 - 海運部門を共同企業株式会社に譲渡。
  - 6月 - 松山製油所新設。
  - 8月1日 - 石油元売業者に指定。
- 1949年（昭和24年）8月 - アメリカ合衆国のユニオン・オイル（現・ユノカル）と提携。
- 1958年（昭和33年）11月1日 - 丸善ガス開発（現・コスモエンジニアリング）を設立。
- 1959年（昭和34年）10月 - 石油化学部門を分離独立させ、同社の全額出資により（現・丸善石油化学）設立
- 1963年（昭和38年）1月10日 - 千葉製油所が操業開始。
- 1964年（昭和39年）4月1日 - 丸善石油などの出資により、関西石油株式会社設立。
- 1968年（昭和43年）10月1日 - 関西石油堺製油所が操業開始。
- 1973年（昭和48年）4月27日 - 三菱石油（現・ENEOS）と共同で沖縄石油基地株式会社を設立。
- 1979年（昭和54年）10月1日 - 関西石油を合併。
- 1982年（昭和57年）
  - 2月 - 下津製油所廃止。
  - 2月4日 - 丸善松山石油（現・コスモ松山石油）を設立。
- 1984年（昭和59年）4月1日 - 大協石油と共に、石油精製部門を分社化し、旧・コスモ石油（精製コスモ）を設立。千葉製油所・堺製油所を譲渡。
- 1986年（昭和61年）2月 - コスモ石油潤滑油製造（現・コスモ石油ルブリカンツ）を設立。

### アジア石油
- 1952年（昭和27年）10月4日 - 日本交通株式会社などの出資により、 亜細亜石油株式会社設立。アウル（フクロウ）印を商標とする。
- 1953年（昭和28年）3月5日 - 興亜石油の横浜製油所を買収。
- 1960年（昭和35年）2月1日 - 北日本石油株式会社（1956年2月24日設立）を合併、新亜細亜石油株式会社に商号変更。函館製油所（1956年11月10日操業開始）を移管。
- 1962年（昭和37年）12月1日 - 亜細亜石油株式会社に商号変更。
- 1964年（昭和39年）11月1日 - アジア石油株式会社に商号変更。
- 1965年（昭和40年）8月10日 - 日本鉱業、東亜石油と共同で共同石油（日鉱共石、ジャパンエナジーを経て現・ENEOS）を設立。
- 1966年（昭和41年）6月1日 - 販売部門を共同石油に譲渡。
- 1970年（昭和45年）5月18日 - 共同石油と共同でアジア共石株式会社を設立。
- 1972年（昭和47年）10月1日 - アジア共石坂出製油所が操業開始。
- 1981年（昭和56年）9月30日 - 共石グループ離脱（大協石油による買収。ただし関連会社のアジア商事は残留）。
- 1984年（昭和59年）4月11日 - 函館製油所操業停止。
- 1987年（昭和62年）1月1日 - アジア共石・アジア石油基地と合併。
- 1989年（平成元年）2月 - 横浜製油所廃止（後年、跡地をニューシティコーポレーションに売却）[8]。

### 大協・丸善合併後
- 1986年（昭和61年）
  - 4月1日 - 大協石油株式会社が丸善石油株式会社、（旧）コスモ石油株式会社（精製コスモ）を合併し、（新）コスモ石油株式会社に商号変更（計画段階での名称は「大協コスモ石油」だった。）。
  - 6月 - コスモ石油ガスを設立。
- 1987年（昭和62年） - ハイオクガソリンの「マグナム100」販売開始。ガソリンスタンドのPOS導入にあわせて、自社発行の「コスモ・ザ・カード（ハウスカード）」の発行を開始。後にセントラルファイナンス（現・セディナ→三井住友カード）提携の「コスモ・ザ・カード トリプル」も発行。
- 1989年（平成元年）10月 - アジア石油株式会社を合併。
- 1992年（平成4年） - ハイオクガソリン「スーパーマグナム」発売開始
- 1994年（平成6年） - デニーズジャパンと共同出店などで提携。
- 2004年（平成16年）
  - 4月 - コスモ・ザ・カード会員情報流出事件発覚（→#事故・不祥事）
  - イオングループのミニストップと提携し、共同店舗を出店。
- 2006年（平成18年）
  - イオンクレジットサービスと提携し、「コスモ・ザ・カード オーパス」の発行を決定。「コスモ・ザ・カード（ハウスカード）」は事業継続。
  - 4月 - 千葉製油所で爆発火災事故が発生。（→#事故・不祥事）
- 2007年（平成19年）9月18日 - アブダビ首長国の政府系投資機関である国際石油投資公社（IPIC＝現・ムバダラ投資会社、上位株主名簿ではインフィニティ・アライアンスの名義で表記）がコスモの筆頭株主（20.8%）となり、包括的な業務提携を結ぶことを発表。
- 2013年（平成25年）7月31日 - 坂出製油所廃止[9]。
- 2015年（平成27年）
  - 4月1日 - 昭和シェル石油（現・出光興産）及び住友商事とLPガス小売事業を、昭和シェル石油（現・出光興産）、住友商事及び東燃ゼネラル石油（JXTGエネルギーを経て現・ENEOS）とLPガス元売事業を経営統合。傘下の小売事業会社であった東北コスモガスは、株式交換によりエネサンスホールディングスの子会社となる[10]。元売事業はコスモ石油ガスが受け皿となり、会社分割により承継した対価として株式を交付。コスモ石油ガスは、コスモ石油、昭和シェル石油、住友商事及び東燃ゼネラル石油がそれぞれ株式の25%を保有することとなり[11]、ジクシス株式会社に商号変更した[12][注釈 3]。
  - 9月28日 - 上場廃止
  - 10月1日 - 単独株式移転により、持株会社のコスモエネルギーホールディングス株式会社を設立。コスモエネルギーホールディングスがコスモ石油に代わり株式上場。販売関連事業をコスモ石油マーケティングに会社分割により承継[13]。
- 2020年（令和2年）1月 - キグナス石油の製品の主要仕入れ元となる[注釈 4]。
- 2024年（令和6年）1月 - 本社機能をコスモエネルギーホールディングスと共にTODA BUILDING（東京都中央区）へ移転することを発表した[14]。

## 事業所所在地

### 本社・研究所
- 本社 - 東京都港区芝浦1丁目1-1 浜松町ビルディング
- 中央研究所 - 埼玉県幸手市権現堂1134-2

### 製油所
- 千葉製油所 - 千葉県市原市五井海岸2
  - 精製能力：177,000バレル/日、旧・丸善石油
- 四日市製油所 - 三重県四日市市大協町1-1
  - 精製能力：86,000バレル/日、旧・大協石油
- 堺製油所 - 大阪府堺市西区築港新町3-16
  - 精製能力：100,000バレル/日、旧関西石油→旧・丸善石油

かつては愛媛県松山市に旧・丸善石油が製油所を置いていたが、設備が小規模のため原油の精製を停止した。現在はグループ企業、コスモ松山石油が石油化学製品・半製品の製造と油槽所の運営を行っている。また旧・アジア石油時代から稼働していた坂出製油所（香川県坂出市）も2013年7月に廃止され、坂出物流基地となっている。

### その他事業所
- 函館物流基地 - 北海道北斗市、旧・アジア石油函館製油所
- 坂出物流基地 - 香川県坂出市番の州緑町1-1、旧・坂出製油所

### コスモ石油マーケティング株式会社の支店
- 東日本支店 - 仙台市青葉区中央1-6-35
- 関東支店 - 東京都中央区八重洲2-4-1（住友不動産八重洲ビル）
- 中部支店 - 名古屋市中区錦1-3-7
- 関西支店 - 大阪市中央区南本町1-7-15
- 西日本支店 - 広島市南区的場町1-3-6

## ガソリンスタンド
コスモ石油でのガソリンスタンドの名称はサービスステーション（SS）で、現在もフルサービスが主流であり、タイヤ・バッテリーなどのカー用品販売をコスモ・ザ・カードのガソリンマイル（ポイントサービス）キャンペーンを用いて積極的に行っている。また、大規模な車検場を設けた「Auto B-cle（オートビークル）」店舗も設置している。
有料道路（高速道路を含む）にあったSSは、2010年3月31日までに廃止または他社に置き換えられたため現存しない。

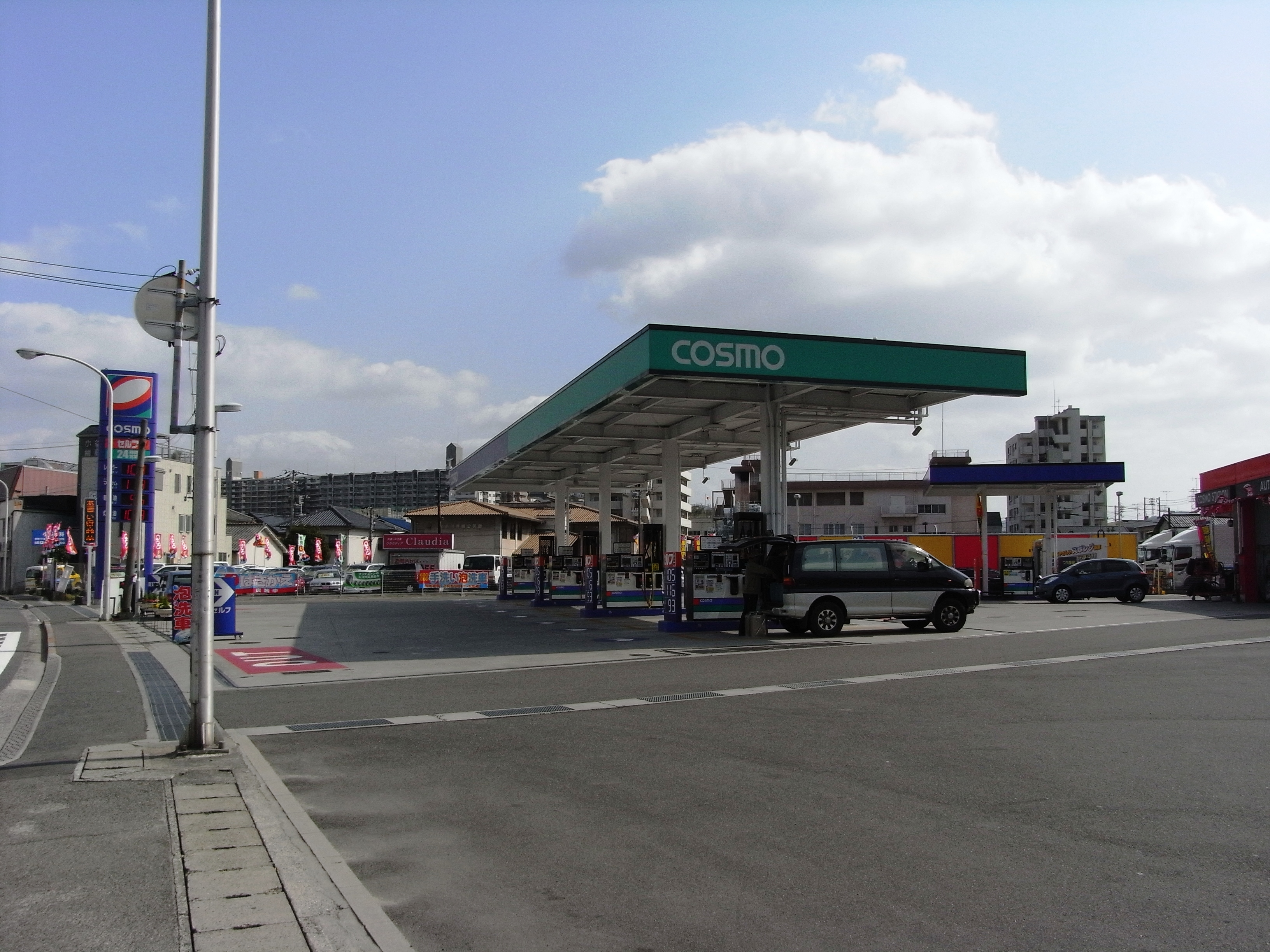
コスモ石油 青崎SS（現:コスモ石油 セルフむかいなだSS）（広島県広島市南区青崎１丁目）
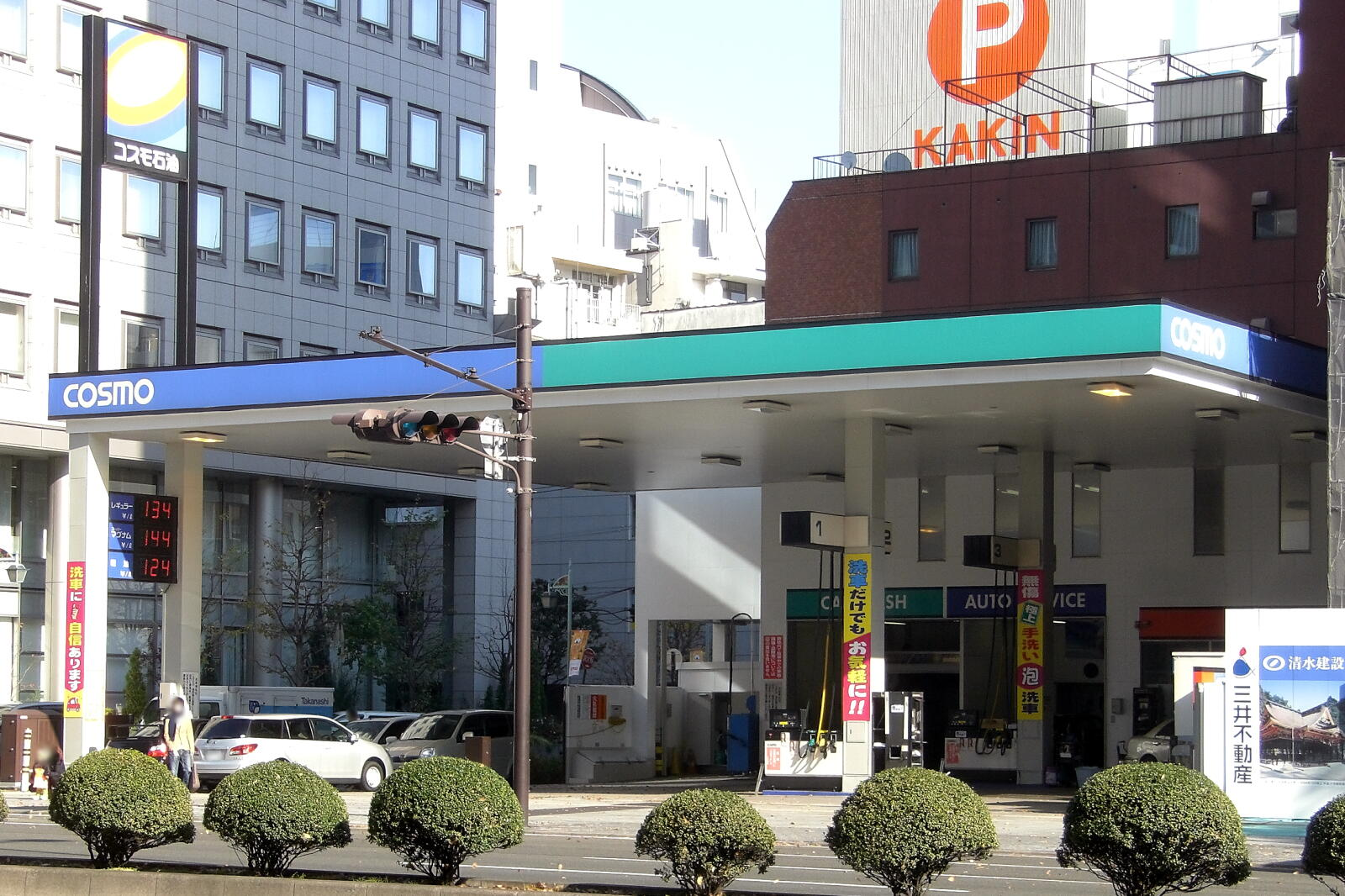
コスモ石油 東二番丁サービスステーション（宮城県仙台市青葉区）（現在は閉店）

### 特徴のあるガソリンスタンド

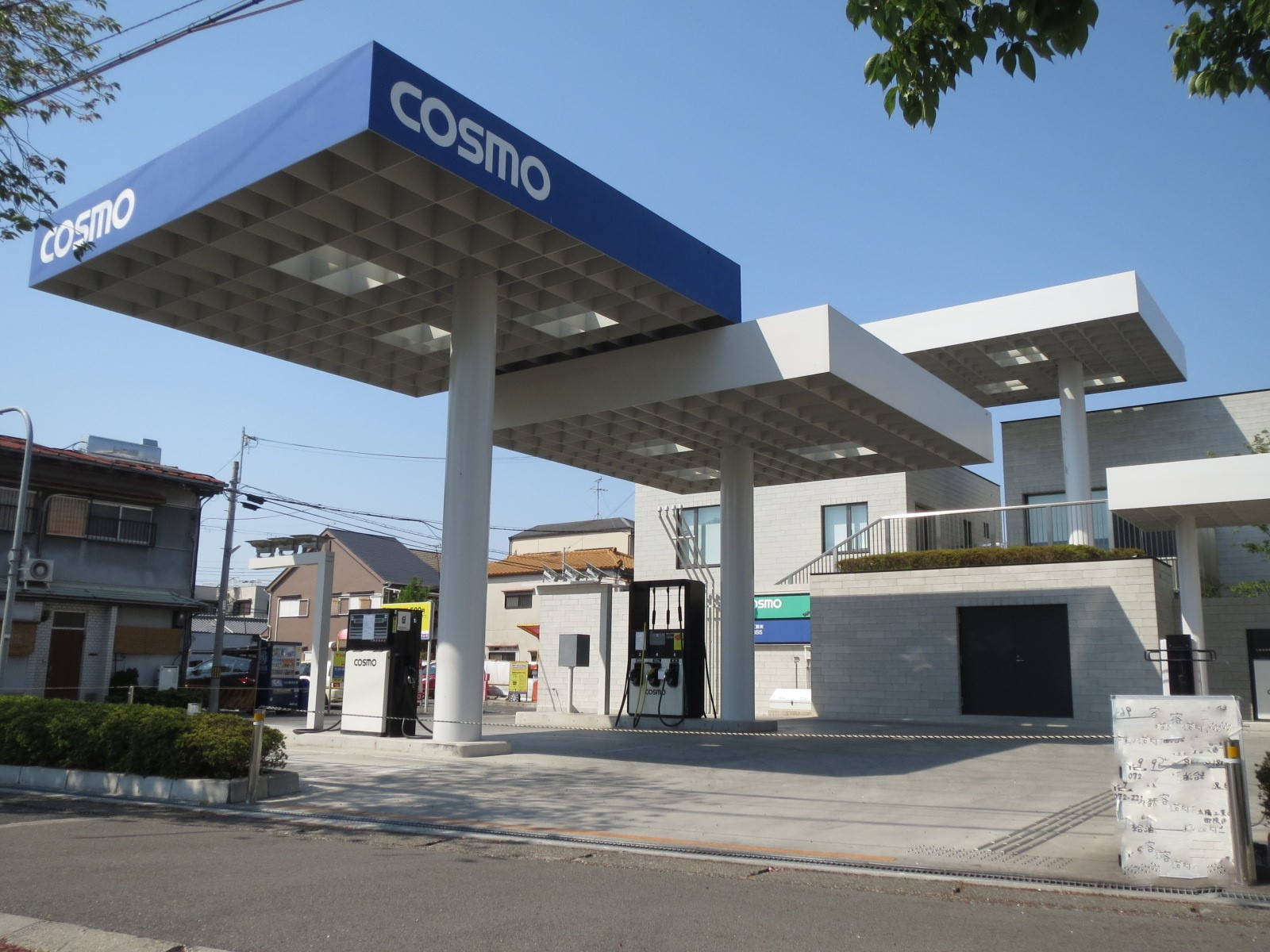
太陽工業御陵通SS
(大阪府堺市)

- ミニストップ&コスモ佐倉生谷店（千葉県佐倉市）- コスモ石油販売セルフピュア事業部東京が運営。その名の通りミニストップMS&コスモ佐倉生谷店が併設され、イオン銀行ATMも設置されている。
- 名阪治田インターSS（三重県伊賀市） - エネクスフリートが運営。名阪国道治田ICの南東（下り線入口側）に隣接。ドライバーのために浴室を完備している。名阪国道にはガソリンスタンドがないため重宝されている。
- セルフピュア松永SS（広島県福山市）- コスモ石油販売セルフピュア事業部広島が運営。敷地内にスーパードラッグひまわり今津店（ドラッグストア）、ラ・ムー松永店（24時間営業の総合スーパー）が併設されている。
- 定山渓SS（札幌市南区定山渓温泉東）- 以前はフルサービスのSSであったが、別のコスモ石油系列の販売会社が建物を買収した上で規模を縮小し、日本国内では非常に珍しい軽油・灯油の専門店として引き続き営業している。COSMO STATIONと書かれているが看板はなく、公式サイト上では店舗としてカウントされていない。
- 太陽工業御陵通SS（大阪府堺市）- 太陽工業が運営。設計・施工は竹中工務店で2016年2月竣工。仁徳天皇陵や住宅街に近接している。オフホワイトの外壁に段違いに並ぶ４つの鉄板格子庇を持ち、そのうち１つは青で店のロゴが入る。そのほか、高輝度を避ける夜間照明や低木ながら緑化の効果を持つなどの景観が評価され、2017年度大阪都市景観建築賞第37回建築サイン・アート賞を受賞した[18]。

## 提携クレジットカード
いずれのカードも会員価格で給油が可能である。

### コスモ・ザ・カード・ハウス
サービスステーション・デニーズなどの加盟店で使えるハウスカード「コスモ・ザ・カード・ハウス」を1987年から発行している。

2001年4月からはETC機能が搭載された「―・ETC機能付」や、年会費と別に毎年500円をコスモ石油経由で環境保護団体へ寄付する「―・エコ（ETC機能付）」の発行も行われている。
ハウスカード事業はセントラルファイナンス（セディナ、SMBCファイナンスサービスを経て現・三井住友カード）へ信用保証委託を行い、石油業界では唯一自社（コスモ石油）で発行する形態を採ってきた。しかし、2009年9月にコスモ石油とセディナは新たな提携合意の締結を発表し、2009年12月1日付けの会員規約改正からセディナが発行元となるコスモ石油との提携カード形態へ移行した。2011年4月を目処に新ハウスカードの発行開始を予定している。
2016年には券面にハローキティが印刷されたカードが追加された。
カードセンターは、1999年6月から2007年9月まではインテックへ、2007年10月以降はプロセント（セディナのプロセシング部門子会社）へアウトソーシング委託の上運営されている。
2001年からオーパス発行開始まで、サービスステーションの一部で30分で審査の上、店舗内で発行を行う即時発行サービスを実施していた。

### コスモ・ザ・カード・トリプル
三井住友カード（旧セディナCF、旧・セントラルファイナンス）発行の国際ブランド付帯の提携カードである。
サービス内容は<ハウス>と大きく異なり、月々のカードショッピング金額に応じて給油代金のキャッシュバック金額が決まるという、一部のCFカードで実施されているサービスに準拠した形となっている。
「―・エコ」の設定はない。
2023年10月9日をもって新規発行を終了。

### コスモコーポレートカード
法人での経費決済用途のコーポレートカードであり、ハウスカード単体と、JCBコーポレートカードに一体化されたものがある。発行会社はいずれもジェーシービーである。
「―・エコ」の設定はない。

### コスモ・ザ・カード・オーパス
イオン銀行（旧・イオンクレジットサービス）との国際ブランド付帯の提携カードであり、2006年6月より募集開始されている。年会費は無料。ハウス版と同一券面で毎年500円を寄付する「―・エコ」も募集している（イオンVISAのみ）。
入会当初（3か月以内）から50リットル給油分まで、1リットルあたり10円値引く入会特典がある。
2011年7月以降に発行するカードにはイオングループの電子マネー「WAON」が搭載されており、イオンカード同様カード表面左下にワオンが描かれている（WAONのアクセプタンスマークは裏面左下で、「―・エコ」のワオンはその横）。ただしクレジットカードは「イオンクレジットマークがあるカード」ではあるが「イオンカード」ではないため、イオンで行われている「お客さま感謝デー」「―わくわくデー」はWAONでないと適用されなかったが、現在では「―感謝デー」は「イオンクレジットマークがある全てのカード」が対象となるため、このクレジットカードも適用されるようになった。また、イオンでイオンカード会員向けに行われている優待セール「A-Selection」が利用できる唯一の提携カードとなっている。
2012年以降、一部のサービスステーションでWAONも利用可能になる等、コスモ・ザ・カードの主力としている節がある。

## 広告・協賛活動

### モーレツ
旧・丸善石油時代の1969年に放送した「丸善ガソリン100ダッシュ」（有鉛ハイオクガソリンのCM）で、レースクイーンに扮した小川ローザが発した「オー・モーレツ」のセリフは、昭和40年代を象徴するキャッチフレーズとなった。CMソングは作詞：伊藤アキラ、作曲：越部信義で、しばたはつみとハニー・ナイツが歌唱。オリジナルの音源はアルバム『オリジナル版 懐かしのCMソング大全（3）1966〜1973』（1993年、ユニバーサルミュージック）や『コマソン黄金時代〜懐しのTV-CM大全集 1962〜1973』（1995年、キングレコード）などに収録されている。
- 当時のポスターには「Oh! モウレツ[注釈 6]」と記されていた[23]。
- オイルショックと公害問題が深刻化していた1970年に放送された富士ゼロックス（現・富士フイルムビジネスイノベーション）のテレビCMにおいて、「モーレツからビューティフルへ」と言うアンチテーゼ的なコピーが起用され、昭和40年代の世相やCM作品を扱う際にしばしばセットで取り上げられることが多い。電通本社ビルにあるアド・ミュージアム東京の「時代別ラジオ・テレビCMコーナー」において両TVCMの視聴が可能となっている他、ポスター広告も展示されている。
- 2001年7月 - 8月に「コスモ・ザ・カード・ハウス」のテレビCM・広告で菊川怜を起用してコスモ石油がリメイクした[24][25]（キャッチフレーズは「猛烈サービス・超モーレツ!」）。同CMは、CM総合研究所調べによる2001年7月度の自動車・石油業界CM好感度調査で1位となった[26]。
- 2006年11月10日に講談社が写真週刊誌「FRIDAY」の創刊22周年記念でほしのあきを起用した「Oh、モーレツ!」のポスター広告を展開した[27]。
- このCMは時に｢昭和、とりわけ高度成長期の象徴｣扱いされる。1982年に学習研究社から発行された『証言の昭和史』10巻のタイトルは『“Oh!モーレツ”の時代 混迷の世界と日本』であった。2000年にサザンオールスターズの楽曲『HOTEL PACIFIC』とタイアップしたWOWOWのCMや、2001年4月公開の映画『クレヨンしんちゃん 嵐を呼ぶ モーレツ!オトナ帝国の逆襲』など、小川ローザのフレーズをインスパイアさせた作品もある。この内『HOTEL PACIFIC』のMVやサザンオールスターズのライブでは、小川ローザと酷似したコスチュームを身に纏ったバックダンサーが出演し、「モーレツ娘」と名付けられた。『オトナ帝国の逆襲』に関しては映画の内容から、このCMが「昭和の象徴」として使われたものと思われる。

### ココロも満タンに
1990年代から使われているコーポレートメッセージ「Heart-Full。ココロも満タンに、コスモ石油」は、コピーライターの仲畑貴志が考案した。なお、ラジオやテレビ地上波放送の他、BSデジタル放送やCS放送などでもスポットCMで流れている。また、新聞や雑誌広告にも出稿している。このCMは好評で2007年7月から2007年12月まで、ラジオCM好感度調査でコスモ石油が6か月連続で1位に輝いている。使用されている曲は菅野よう子作曲「Seeds of life」。

### 提供番組

#### テレビ
2023年現在は不定期枠でのスポンサー活動が多い。
2023年現在
- ワールドビジネスサテライト（テレビ東京系列）
- サンデーステーション（テレビ朝日系列・PTの場合がある）
- スーパー戦隊シリーズ（同上・PTの場合がある）
- 仮面ライダーシリーズ（同上）
- クレヨンしんちゃん（同上・不定期）
- プリキュアシリーズ（朝日放送テレビ製作・同上・不定期。主に夏場や年末にかけて放送される）
- BEYBLADE X（テレビ東京系列・不定期）

その他、週替わりまたはPT扱いが多数。
過去
テレビ大阪制作の番組では、『トミカ絆合体 アースグランナー』までは不定期でCMを放映されていたパーティーシペーション扱いであったが、『マジカパーティ』では正式なスポンサーとして提供クレジットも表示されることになっている。
- ズームイン!!SUPER（日本テレビ）
- ポップスセレクション（テレビ東京）
- 報道特集（TBS）
- JNN報道特集（TBS）
- あたしンち（テレビ朝日）
- 新報道2001（フジテレビ）
- 和風総本家（テレビ大阪製作・テレビ東京系列）
- ウェークアップ（読売テレビ製作・日本テレビ系）
- 情報満載ライブショー モーニングバード!（テレビ朝日系列・金曜、他の曜日にも提供する場合がある）
- 大下容子ワイド!スクランブル （テレビ朝日系列）
- 徹子の部屋（テレビ朝日系列）
- Nスタ（TBS系列・月曜）
- 木曜洋画劇場（テレビ東京系列）
- アイシールド21（テレビ東京系列）
- 探検ドリランド（テレビ東京系列）
- ワンワンセレプー それゆけ!徹之進（テレビ愛知製作・テレビ東京系列）
- 池上彰の経済教室（テレビ東京）※放送開始から提供。一時期PT扱いを経て、再び提供クレジット化。
- あさチャン!（TBS）※関東ローカル、水・金曜。
- 情報プレゼンター とくダネ!（フジテレビ、不定期提供、金曜。※PTもしくはクレジット化いずれか、木曜にもPT扱いを行った事もある。基本的には金曜不定期提供）
- FNNスピーク（フジテレビ、隔日提供）
- おかべろ（フジテレビ、PT扱い、2018年4月11日放送分のみ）など多数。
- 日曜プライム（同上・不定期）
- マブラヴ オルタネイティヴ（フジテレビ、一社提供・後にバンダイナムコアーツと二社提供）

#### ラジオ
エフエム東京及びJFN系列FM局にて、三菱電機（ダイヤトーン）の跡を受け、一社提供番組『コスモ ポップス ベスト10』が1992年から2017年まで放送されていた。終了後、2017年4月1日より2021年3月27日まで『COSMO POPS STATION』で引き続き提供を行っていた。
これに合わせて共同でキャンペーン『コスモ アースコンシャスアクト』を展開している。また毎年末には、各都道府県から1店ずつ系列ガソリンスタンドを選び、店長に「x県のコスモ石油を代表して（利用）お礼申し上げます」というメッセージを語らせ、放送している。
これらのことから、エフエム東京ではコスモ以外の石油元売のスポットCMは流れない（新日本石油（現・ENEOS）のエネファームは例外。ただし、番組枠を購入すれば他社でも流れる。エフエム東京#TOKYO FM ステーションキャンペーンも参照）。その他、TBSラジオで放送の『コスモ石油presents ママとパパのごきげんドライブ』（パーソナリティは照英とTBSアナウンサー）にも提供していた。
その他、FM放送における単独提供番組としては、首都圏の独立FM局であるエフエムナックファイブ、横浜エフエム放送、ベイエフエムで放送中の「コスモ ディスカバリーアース」がある。
旧・丸善石油は1970年代に文化放送から全国ネットの平日（途中までは土曜も）帯番組『夕焼けに歌おう』のスポンサーであった（ただし、『大相撲熱戦十番』の期間中は放送時間が異なったりもしくは文化放送・ラジオ大阪への放送は休止。CMのみ『大相撲熱戦十番』内で消化しその他のネット局には裏送りで場所期間中は放送していた）。
旧・大協石油は1970年代に文化放送で17時から当時放送していた『大相撲熱戦十番』のスポンサーであった。
TBSラジオの「JRNナイター」（末期は『TBSラジオ エキサイトベースボール』※2017年シーズンで終了）の提供
1986年〜2002年・2008年・2009年（水曜日のスポンサー）
2003年〜2007年（土曜日のスポンサー）
旧・『大協石油』時代では1970年に土曜日、1980年に金曜日、1981年〜1985年に木曜日のスポンサーを務めた。

### タイアップタレント
イメージキャラクターとして女性タレントを起用し、「コスモ・ザ・カード」「コスモMyカーリース」等とサービスステーションの販売プロモーション活動が行なわれている。1991年度は田村英里子、1993年度は内田有紀、2001年度は菊川怜、2006年度は吉岡美穂、2007年度は榮倉奈々、2009年度は加藤夏希、2016年度は清水富美加、2017年度から桜井日奈子をそれぞれ起用している。なお、1994年度から松村邦洋と松本明子の電波少年コンビを起用していたこともあった。

### スポーツチームへの協賛
2018年7月に三重県を本拠地とするサッカー・バレーボールチームであるヴィアティン三重とスポンサー契約を締結した。

## 環境活動
石油会社の中では積極的に環境保護に対して取り組む姿勢を見せている。前述の「コスモ アースコンシャス アクト」における「クリーンキャンペーン」や、「コスモ・ザ・カード（エコ）」及び「コスモ・ザ・カード・オーパス（エコ）」加入者からの寄付（年500円）ならびにコスモ石油グループ内からの寄付金を元に「コスモ石油エコカード基金」を設立し、様々な環境活動を支援するなどの活動を行っている。

## 映画による広報啓発活動
前身企業の一つである丸善石油が、同社から石油化学部門を分離独立させて丸善石油化学を設立した1959年から千葉製油所が操業を開始する1963年までの時期に石油に関する短編映画3本、『ガソリン』・『潤滑油』・『マリン・スノー -石油の起源-』を企画している。
このうち『ガソリン』と『潤滑油』はタイトルで示された石油製品各々の働きについて映像を使って解説しており、残る『マリン・スノー -石油の起源-』は石油の起源として今日有力視されている有機説に基づいて石油の成り立ちを探っている。
何れも東京シネマが制作しており、現在は科学映像館（NPO法人・科学映像館を支える会）のWebサイト上に於いて無料公開されている。

## スポーツ活動
- 丸善石油硬式野球部 - 1955年から1981年にかけて活動していた社会人野球チーム。愛媛県松山市の松山製油所を拠点にしていた。
- 丸善石油下津硬式野球部 - 1971年から1976年にかけて活動していた。和歌山県有田市の下津製油所を拠点にしていた。
- 大協石油硬式野球部 - 1960年代に三重県四日市市の四日市製油所を拠点に活動していた。
- コスモ石油四日市FC - 1966年から1996年にかけて活動していた日本サッカーリーグ（JSL）、ジャパンフットボールリーグ（旧JFL）のサッカークラブ。三重県四日市市の四日市製油所を拠点にしていた。
- コスモ石油バレーボール部 - 1950年から1998年まで活動していたバレーボールクラブ。千葉県市原市の千葉製油所を拠点にしていた。

## 事故・不祥事
コスモザ・カード・ハウス会員情報流出事件
- 2004年4月以降、複数人のハウスカード会員に、架空請求や融資保証金詐欺・闇金融からのDM送付や電話勧誘が行われる。その個人情報がハウス会員として登録した連絡先などと一致していた等の申告により、コスモ・ザ・カードの個人情報漏洩が濃厚となり、同月21日に役員が記者会見でその疑いが有る旨を発表した。

会員に対しては「お詫び」として同年6月にコスモ石油から50Gマイル（500円相当）が契約中の会員全てに付与が行われた。
内部調査により、アウトソーシング先のインテックで、同年3月頃に顧客システム移行の過程で関係社員が情報を意図的に持ち出したのが濃厚であると発表されたが、その該当社員は否定し、以後未決着のままである。
千葉製油所火災爆発事故
- 2006年4月16日早朝に同製油所で爆発火災事故が発生（負傷者はなし）。関係官庁の検査過程で各製油所で都道府県知事へ届出を行わずに高圧ガス設備などの完成工事を行う等、複数の法令違反が判明し、経済産業省原子力安全・保安院から全製油所への高圧ガス認定取り消しなどの処分を受けた。関係官庁の立ち入り検査を毎年受けなければならず、更に毎年停修工事を実施する為数十億円の損失が発生すると専門家は指摘している。[要出典]

千葉製油所転落死亡事故
- 2008年10月9日朝、同社社員が製油所内の軽油タンク底で死亡しているのが発見された。同社発表では前日に施設内で行方が分からなくなり、過って転落した可能性があるとして前日に警察へ捜索依頼を出していた。
- 2010年6月16日に同社社員が製油所内の重油直接脱硫装置で整備作業中、地上約10メートルの高所から地面に転落。ドクターヘリで市内の病院へ搬送されるも死亡した。同社発表では安全帯を装着していなかった。

千葉製油所石油タンク火災
- 2011年3月11日、東北地方太平洋沖地震（東日本大震災）によって、首都圏も震度5強の激しい揺れに見舞われた。この地震で千葉製油所内のLPG配管から出火しLPGタンクにまで延焼した。同日午後5時半頃には上空800mにまでの火柱を上げるなど激しい火災となった。海上保安庁の巡視船「ひりゆう」「あわなみ」、海上災害防止センター、東京消防庁の消防艇が駆けつけて放水したものの、ガスの流出を防ぐためタンク内のガスを燃やし続ける必要があり、10日後の21日10時10分にようやく鎮火した[29]。6名負傷（うち、全身やけどの重傷1名）。またこの火災に関連して「有害物質を含んだ雨が降る」というデマが、主にTwitterを通じてインターネット上などで拡散された[30]。

コスモ石油販売の景品表示法違反
- 子会社（現在はコスモ石油マーケティングの子会社）のコスモ石油販売の関西カンパニーが、2015年9月から2016年11月にかけて、大阪府および奈良県内のガソリンスタンドでの車検に関する新聞折込チラシに於いて、「通常検査費用」を1万4,040円とし、8,640円か7,560円に値引きすると宣伝したが、実際には2014年3月以降、当該の値引価格で検査した実績はなかったことが明らかになったほか、セール期間について「月末まで」としていたにもかかわらず、実際には該当月を過ぎても同様のセールを繰り返していた。2017年5月12日に消費者庁はコスモ石油販売に対し、景品表示法違反（優良誤認）に該当するとして、再発防止の措置命令を出した[31][32]。

ハイオクガソリンの虚偽表示
- コスモ石油が販売するハイオクガソリンについて、洗浄添加物などが含まれていないにもかかわらず、同社公式ウェブサイト上では含まれているかのように虚偽の表示をしていたことが、2020年6月に判明した[33]。景品表示法に違反する可能性があり、少なくとも2010年頃から続いていた模様で、菅義偉官房長官（当時）は、問題があれば実態調査を実施した上で対応したいとしている[34]。
- なお、同年1月より製品の主要仕入れ先をコスモ石油に変更したキグナス石油でも虚偽表示（コスモ石油同様の洗浄成分の件のみならず、オクタン価の詐称）が報道された[35]。

## 関連会社

### グループ会社
輸送
- コスモ海運株式会社

備蓄
- 沖縄石油基地株式会社（持分法適用関連会社）

物流
- 東西オイルターミナル株式会社（持分法適用関連会社）
- 北斗興業株式会社
- 坂出コスモ興産株式会社
- コスモリファイナリーサポート堺株式会社
- コスモテクノ四日市株式会社
- コスモペトロサービス株式会社

潤滑油製造・販売
- コスモ石油ルブリカンツ株式会社

製造
- コスモ松山石油株式会社
- CMアロマ株式会社

石油製品販売
- 総合エネルギー株式会社

SS資産管理
- コスモ石油プロパティサービス株式会社

### 提携会社
- ENEOS株式会社
- ミニストップ

コスモ・ザ・カード関係
- インテック
- セントラルファイナンス→セディナ
- イオンクレジットサービス→イオン銀行

## 社史・記念誌
- 丸善石油
  - 回顧二十年（丸善石油株式会社企画部 編） 1953年発行、85ページ。
  - 躍進の25年（丸善石油株式会社 編） 1958年発行、134ページ。
  - 35年の歩み（丸善石油社史編集委員会 編） 1969年発行、210ページ。
- 大協石油
  - 大協石油株式会社三十年史（大協石油株式会社 編） 1969年10月発行、146ページ。
  - 大協石油四十年史（大協石油株式会社社史編さん委員会 編集） 1980年10月発行、527ページ。
- コスモ石油
  - 創業ふたたび コスモ石油10年史（コスモ総合研究所、日本経営史研究所 編集） 1996年発行、449ページ。
  - 飛躍へのかけ橋 コスモ石油20年史（コスモ総合研究所、日本経営史研究所 編） 2006年4月発行、 260ページ。
  - 一歩ずつ、明日へ - コスモエネルギーグループ30年の歩み -（コスモエネルギーホールディングス編）2016年発行、157ページ。

## 在籍していた著名人
- 渡辺滉 - 元三和銀行会長・頭取
- 福田康夫 - 第91代内閣総理大臣、第22代自由民主党総裁
- 井箟重慶
- 小島剛
- 高山義雄 - 元関西石油・社長、元丸善石油・相談役